# Jaroslav Sypal
Jaroslav Sypal (* 29. srpna 1958, České Budějovice) je český filmový herec.

## Kariéra
Vystudoval brněnskou JAMU. K natáčení filmů se dostal až v pozdním věku. Už tehdy byl známý svoji mimikou obličeje, proto byl převážně obsazován do komických rolí. Svůj filmový debut si odbyl v roce 1982 v komediálním dramatu Pásla kone na betóne. Do diváckého podvědomí se dostal komickou postavou Zeli v pohádce Lotrando a Zubejda z roku 1997. Jeho nejznámější rolí byl poručík Hrubec ve filmové triologii Byl jednou jeden polda. V roce 2001 si zahrál agenta Hrušku ve filmu Jak ukrást Dagmaru. Snímek ale nebyl kritikou dobře přijat. Později se už ve větších rolích neobjevoval a hrál převážně menší role. Uchytil se také v dabingu.

## Osobní život
Z bývalého vztahu má syna Jana. V roce 2014 si vzal za manželku Michaelu Sobotovou, mladší sestru Adrieny Sobotové. Tím se stal švagrem herce Luďka Soboty.

## Filmografie

### Filmy
- 1982 Pásla kone na betóne
- 1983 Šťastný domov
- 1989 Nemocný bílý slon
- 1995 Byl jednou jeden polda
- 1997 Lotrando a Zubejda
- 1997 Byl jednou jeden polda II - Major Maisner opět zasahuje!
- 1999 Byl jednou jeden polda III – Major Maisner a tančící drak
- 2001 Jak ukrást Dagmaru
- 2013 Duch nad zlato
- 2022 Když prší slzy
- 2025 Filman

### Seriály
- 1975 Slovácko sa nesúdí
- 1980 Konec dětských lásek
- 1993 Strašidla a spol., Pomalé šípy, B City
- 1995 Život na zámku
- 1996 Draculův švagr
- 1998 Motel Anathema, Na lavici obžalovaných justice
- 2000 To jsem z toho jelen, Případy detektivní kanceláře Ostrozrak
- 2009 Cyranův ostrov
- 2010 3 plus 1 s Miroslavem Donutilem
- 2011 Noha 22
- 2013 Gympl s (r)učením omezeným
- 2015 Bezdružice
- 2018 V.I.P. vraždy